# Înfrățirea Românească (revistă)

Înfrățirea Românească a fost o revistă bilunară de extremă dreaptă, organ al Ligii Apărării Naționale Creștine, care a apărut la Cluj în perioada 1 mai 1925-1931, cu subtitlul „Revistă națională de știință și chestiuni sociale”.
Pe coperta mai multor numere, revista avea următorul motto „Vom lovi deopotrivă în străinul parazitar și în românul necinstit și înstrăinat.!” care ilustrează orientarea spre un naționalism și antisemitism extrem.
La 1 noiembrie 1925, în revistă apărea un text care îi explicita obiectivele: „Înfrățirea Românească" în pragul anului al doilea se avântă în lupta pentru realizarea fără zăbavă pe pământul românesc a naționalismului creștin intransigent.
În noiembrie 1937, la Bocșa Montană a mai apărut un singur număr cu același titlu, având ca subtitlu „Documentare națională - idei-oameni - fapte”. Director-proprietar era Mihail Velceleanu.